# Thor Salden
Thor Salden (Antwerpen, 28 november 1997) is een Belgische voormalig zanger uit Schoten. Salden is anno 2020 niet meer actief in de muziekwereld.

## Deelname Eurosong
Hij nam als Thor! deel aan het Junior Eurovisiesongfestival 2006 in Boekarest met het lied Een tocht door het donker. Daarbij behaalde hij een 7de plaats. Hij kreeg punten van alle landen, met 10 punten als maximum van Kroatië.
Thor schreef Een tocht door het donker samen met zijn opa tijdens een boswandeling. Het lied werd een grote hit in de Vlaamse Ultratop 50. Wekenlang stond het op de nummer 2, en moest het Clouseau en Pink voor zich laten. Pas in de vijftiende week klom Thor naar de eerste plaats. In diezelfde week ontving hij als jongste Vlaamse artiest ooit een gouden plaat voor het aantal legale downloads en verkochte singles.

## Na Eurosong
In 2007 nam Thor een nieuwe single op, getiteld We gaan naar zee. Het lied werd samen met het Kinder- en Jeugdkoor Lorelei uit Oostakker opgenomen. De leden van het koor zingen de backing vocals en spelen mee in de videoclip die in Plopsaland De Panne is gedraaid.
In 2008 nam Thor deel aan het televisieprogramma Ketnetpop.
Niet lang daarna raakte bekend dat Thor zou stoppen met zingen. Hij vond de optredens wel leuk, maar het was naar eigen zeggen genoeg geweest. Daarbij was hij het beu om de hele tijd kinderliedjes te zingen.
Tijdens Junior Eurosong 2010 zat Thor in de Junior Eurosong-jury. Samen met Laura Omloop en Eva van Trust (de deelneemsters in 2009 en 2007) mochten ze beslissen wie in de finale kwam. Thor was ook te gast bij de De show van het jaar op één en was te zien in Zo is er maar één, waarin hij een lied van Raymond van het Groenewoud zong.
In 2015 nam Thor enkele nummers op met de groep Netwerk.
Om de 20ste verjaardag van Ketnet te vieren zong Thor in december 2017 een Junior Eurosong-medley op het evenement "Throwback Thursday in het Sportpladijs". Hij deed dit samen met Tonya, Laura Omloop en Jonas van X!nk

## Discografie

### Singles
| Single met hitnotering(en) in de Vlaamse Ultratop 50 | Datum van verschijnen | Datum van binnenkomst | Hoogste positie | Aantal weken | Opmerkingen |
| ---------------------------------------------------- | --------------------- | --------------------- | --------------- | ------------ | ----------- |
| Een tocht door het donker                            | 2006                  | 21-10-2006            | 1(1wk)          | 27           | Goud        |
| We gaan naar zee                                     | 2007                  | 30-06-2007            | 20              | 14           |             |

2003: X!NK · 
2004: Free Spirits · 
2005: Lindsay · 
2006: Thor! · 
2007: Trust · 
2008: Oliver · 
2009: Laura · 
2010: Jill & Lauren · 
2011: Femke · 
2012: Fabian